# Campeonato Mundial de Vóley Playa de 2005
El V Campeonato Mundial de Vóley Playa se celebró en Berlín (Alemania) entre el 21 y el 26 de junio de 2005 bajo la organización de la Federación Internacional de Voleibol (FIVB) y la Federación Alemana de Voleibol.
Las competiciones se realizaron en un estadio construido temporalmente en la plaza Schloßplatz de la capital germana.

## Países participantes
Participaron en total 192 voleibolistas (48 parejas masculinas y 48 femeninas) de 26 federaciones nacionales de la FIVB.
| - Alemania (7/6) - Argentina (2/-) - Australia (2/2) - Austria (3/3) - Brasil (4/4) - Bulgaria (-/1) | - Canadá (3/3) - China (1/3) - Cuba (2/2) - España (2/3) - Estados Unidos (3/3) - Estonia (1/-) - Finlandia (-/1) | - Francia (2/2) - Grecia (-/2) - Italia (-/3) - Japón (2/3) - México (-/1) - Noruega (4/2) | - Nueva Zelanda (1/-) - Países Bajos (2/2) - Portugal (1/-) - Puerto Rico (1/-) - Rusia (1/-) - Suecia (1/-) - Suiza (3/2) |

## Medallistas
| Evento    | Oro                                           | Plata                                   | Bronce                                    |
| --------- | --------------------------------------------- | --------------------------------------- | ----------------------------------------- |
| Masculino | Márcio Araújo · Fábio Luiz Magalhães · Brasil | Sascha Heyer · Paul Laciga · Suiza      | Julius Brink · Kjell Schneider · Alemania |
| Femenino  | Misty May-Treanor Kerri Walsh Estados Unidos  | Juliana Silva · Larissa França · Brasil | Tian Jia Wang Fei China                   |

### Final masculina
|  | Semifinales                                   | Semifinales                                   |       |                                           | Final                                    | Final    |  |
|  |                                               |                                               |       |                                           |                                          |          |  |
|  |                                               |                                               |       |                                           |                                          |          |  |
|  |                                               |                                               |       |                                           |                                          |          |  |
|  | Sascha Heyer · Paul Laciga · Suiza            | 21 19 15                                      |       |                                           |                                          |          |  |
|  | Julius Brink · Kjell Schneider · Alemania     | 16 21 13                                      |       |                                           |                                          |          |  |
|  |                                               |                                               |       |                                           |                                          |          |  |
|  |                                               |                                               |       |                                           |                                          |          |  |
|  |                                               |                                               |       |                                           | Sascha Heyer · Paul Laciga · Suiza       | 20 12    |  |
|  |                                               | Márcio Araújo · Fábio Luiz Magalhães · Brasil | 22 21 |                                           |                                          |          |  |
|  |                                               |                                               |       |                                           |                                          |          |  |
|  |                                               |                                               |       |                                           |                                          |          |  |
|  |                                               |                                               |       |                                           | Tercer Puesto                            |          |  |
|  |                                               |                                               |       |                                           |                                          |          |  |
|  | Marvin Polte · Thorsten Schön · Alemania      | 14 18                                         |       | Julius Brink · Kjell Schneider · Alemania | 16 21 15                                 |          |  |
|  | Márcio Araújo · Fábio Luiz Magalhães · Brasil | 21                                            |       |                                           | Marvin Polte · Thorsten Schön · Alemania | 21 17 10 |  |

### Final femenina
|  | Semifinales                                  | Semifinales                                  |    |                                          | Final                                   | Final |  |
|  |                                              |                                              |    |                                          |                                         |       |  |
|  |                                              |                                              |    |                                          |                                         |       |  |
|  |                                              |                                              |    |                                          |                                         |       |  |
|  | Juliana Silva · Larissa França · Brasil      | 21                                           |    |                                          |                                         |       |  |
|  | Tamara Larrea · Dalixia Fernández · Cuba     | 15 16                                        |    |                                          |                                         |       |  |
|  |                                              |                                              |    |                                          |                                         |       |  |
|  |                                              |                                              |    |                                          |                                         |       |  |
|  |                                              |                                              |    |                                          | Juliana Silva · Larissa França · Brasil | 17 17 |  |
|  |                                              | Misty May-Treanor Kerri Walsh Estados Unidos | 21 |                                          |                                         |       |  |
|  |                                              |                                              |    |                                          |                                         |       |  |
|  |                                              |                                              |    |                                          |                                         |       |  |
|  |                                              |                                              |    |                                          | Tercer Puesto                           |       |  |
|  |                                              |                                              |    |                                          |                                         |       |  |
|  | Misty May-Treanor Kerri Walsh Estados Unidos | 21 19 15                                     |    | Tamara Larrea · Dalixia Fernández · Cuba | 13 17                                   |       |  |
|  | Tian Jia Wang Fei China                      | 16 21 4                                      |    |                                          | Tian Jia Wang Fei China                 | 21    |  |

## Medallero
| Núm. | País           | Oro | Plata | Bronce | Total |
| ---- | -------------- | --- | ----- | ------ | ----- |
| 1    | Brasil         | 1   | 1     | 0      | 2     |
| 2    | Estados Unidos | 1   | 0     | 0      | 1     |
| 3    | Suiza          | 0   | 1     | 0      | 1     |
| 4    | Alemania       | 0   | 0     | 1      | 1     |
| 4    | China          | 0   | 0     | 1      | 1     |
|      | TOTAL          | 2   | 2     | 2      | 6     |